# James Lee Burke
James Lee Burke (ur. 5 grudnia 1936 w Houston) – amerykański pisarz, autor powieści kryminalnych, twórca postaci Dave’a Robicheaux.

## Życiorys
Urodził się w Teksasie, część dzieciństwa spędził jednak w Luizjanie. Studiował na University of Louisiana w Lafayette oraz University of Missouri, którego został absolwentem. Pracował w różnych zawodach, był m.in. robotnikiem, reporterem, pracownikiem uniwersyteckim. Debiutował w połowie lat 60., jednak popularność przyniosła mu dopiero seria z Dave’em Robicheaux. Akcja cyklu rozgrywa się na wybrzeżu Luizjany, w miejscowości New Iberia, czasem w Nowym Orleanie. Bohaterem jest prowincjonalny policjant. Jego śledztwa często zahaczają o niechlubną przeszłość Południa USA, toczą się w specyficznym, wielorasowym środowisku. Drugim stworzonym przez niego bohaterem jest Billy Bob Holland. Dwie powieści pisarza zostały uhonorowane Nagrodą Edgara.
Na podstawie powieści Burke’a powstały filmy: Więźniowie nieba (Heaven’s Prisoners, 1996) z Alekiem Baldwinem oraz Pościg we mgle (In the Electric Mist, 2009) z Tommym Lee Jonesem w roli Dave’a Robicheaux.
Pisarką jest także jego córka, Alafair.

## Twórczość

### Cykl z Dave’em Robicheaux
- The Neon Rain (1987)
- Heaven’s Prisoners (1998)
- Black Cherry Blues (1989) – wyd. pol. Wiśniowy blues, Prószyński i S-ka 1997, tłum. Ziemowit Andrzejewski
- A Morning for Flamingos (1990)
- A Stained White Radiance (1992)
- In the Electric Mist with Confederate Dead (1993) – wyd. pol. Elektryczna mgła, Prószyński i S-ka 1996, tłum. Ziemowit Andrzejewski
- Dixie City Jam (1994) – wyd. pol. Afera na południu, Prószyński i S-ka 1996, tłum. Paweł Lipszyc
- Burning Angel (1995)
- Cadillac Jukebox (1996) – wyd. pol. Szafa grająca Cadillac, Zysk i S-ka 2004, tłum. Paweł Lipszyc
- Sunset Limited (1998) – wyd. pol. Sunset Limited, Zysk i S-ka 2003, tłum. Jerzy Łoziński
- Purple Cane Road (2000) – wyd. pol. Droga purpurowych trzcin, Zysk i S-ka 2003, tłum. Paweł Lipszyc
- Jolie Blon's Bounce (2002)
- Last Car to Elysian Fields (2003)
- Crusader's Cross (2005)
- Pegasus Descending (2006)
- The Tin Roof Blowdown (2007)
- Swan Peak (2008)
- The Glass Rainbow (2010)
- Creole Belle (2012)
- Light of the World (2013)
- Robicheaux (2018)
- The New Iberia Blues (2019)
- A Private Cathedral (2020)

### Cykl z Billym Bobem Hollandem
- Cimarron Rose (1997)
- Heartwood (1999)
- Bitterroot (2001)
- In the Moon of Red Ponies (2004)

### Cykl z Hackberrym Hollandem
- Lay Down My Sword and Shield (1971)
- Rain Gods (2009) – wyd. pol. Bogowie deszczu, Sonia Draga 2012, tłum. Maciej Potulny
- Feast Day of Fools (2011)

### Cykl z Rodziną Hollandów
- Wayfaring Stranger (2014) – wyd. pol. Samotny wędrowiec, Papierowy Księżyc 2017, tłum. Donata Olejnik
- House of the Rising Sun (2015)
- The Jealous Kind (2016)
- Another Kind of Eden (2021)

### Zbiory opowiadań
- The Convict (1985)
- Jesus Out to Sea (2007)

### Inne publikacje
- Half of Paradise (1965)
- To The Bright and Shining Sun (1970)
- Two for Texas (1982)
- The Lost Get-Back Boogie (1986)
- White Doves at Morning (2002)